# Zaccaria della Vecchia
Zaccaria della Vecchia (falecido em 1625) foi um prelado católico romano que serviu como bispo de Torcello (1618–1625).

## Biografia
No dia 14 de maio de 1618, Zaccaria della Vecchia foi nomeado durante o papado de Paulo V como Bispo de Torcello. A 20 de maio de 1618, foi consagrado bispo por Giovanni Garzia Mellini, cardeal-sacerdote de Santi Quattro Coronati, com Paolo De Curtis, bispo emérito de Isernia, e Giovanni Battista Lancellotti, bispo de Nola, servindo como co-consagradores. Vecchia permaneceu como Bispo de Torcello até à sua morte em 1625.